# Hashimoto, Wakayama
Hashimoto (橋本市 Hashimoto-shi) là một thành phố thuộc tỉnh Wakayama, Nhật Bản.